# Framlingham
Framlingham er en købstad og civil parish i Suffolk, Sydengland. Byen er af angelsaksisk oprindelse og nævnes i Domesday Book. I 2011 havde byen 3.342 indbyggere. Nærliggende landsbyer inkluderer Earl Soham, Kettleburgh, Parham, Saxtead og Sweffling.
I byen ligger den middelalderlige borg Framlingham Castle, der stammer fra 1100-tallet.